# Ørstedsparken
Ørstedsparken est un jardin public de 6,5 hectares situé dans le centre-ville historique de Indre By à Copenhague au Danemark. 

## Situation
Le parc de Ørstedsparken fait partie de la série de parcs urbains conçue à partir des emplacements des anciennes fortifications circulaires de la ville, quand les remparts de Copenhague ont été décommisionnés par l'armée en 1868, puis détruits. Le parc de Ørstedsparken est encore fortement marqué par les éléments paysagers des anciennes fortifications, notamment à travers les anciens bastions et son lac créé à partir des anciennes douves. Le parc est nommé en l'honneur du physicien Hans Christian Ørsted.
Le parc de Ørstedsparken est bordé notamment par deux grandes artères passantes, la Nørre Voldgade et le boulevard H.C. Andersens qui se croisent autour des vestiges de la tour Jarmers, située au sud de Ørstedsparken. 

## Liens externes

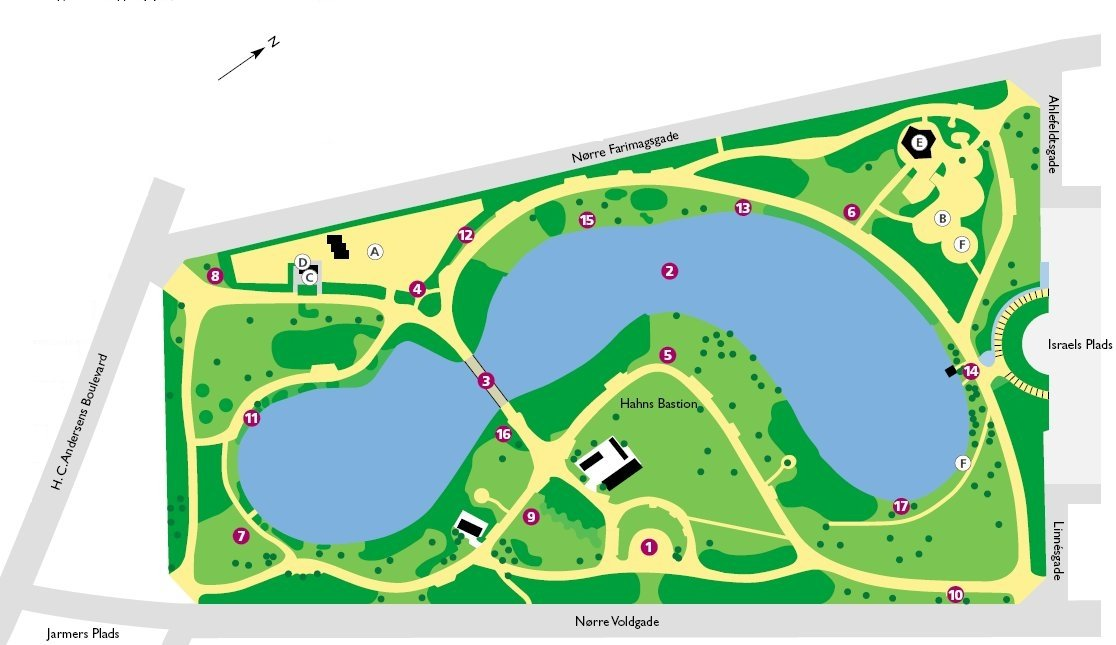
Plan du jardin public de Ørstedsparken à Copenhague.

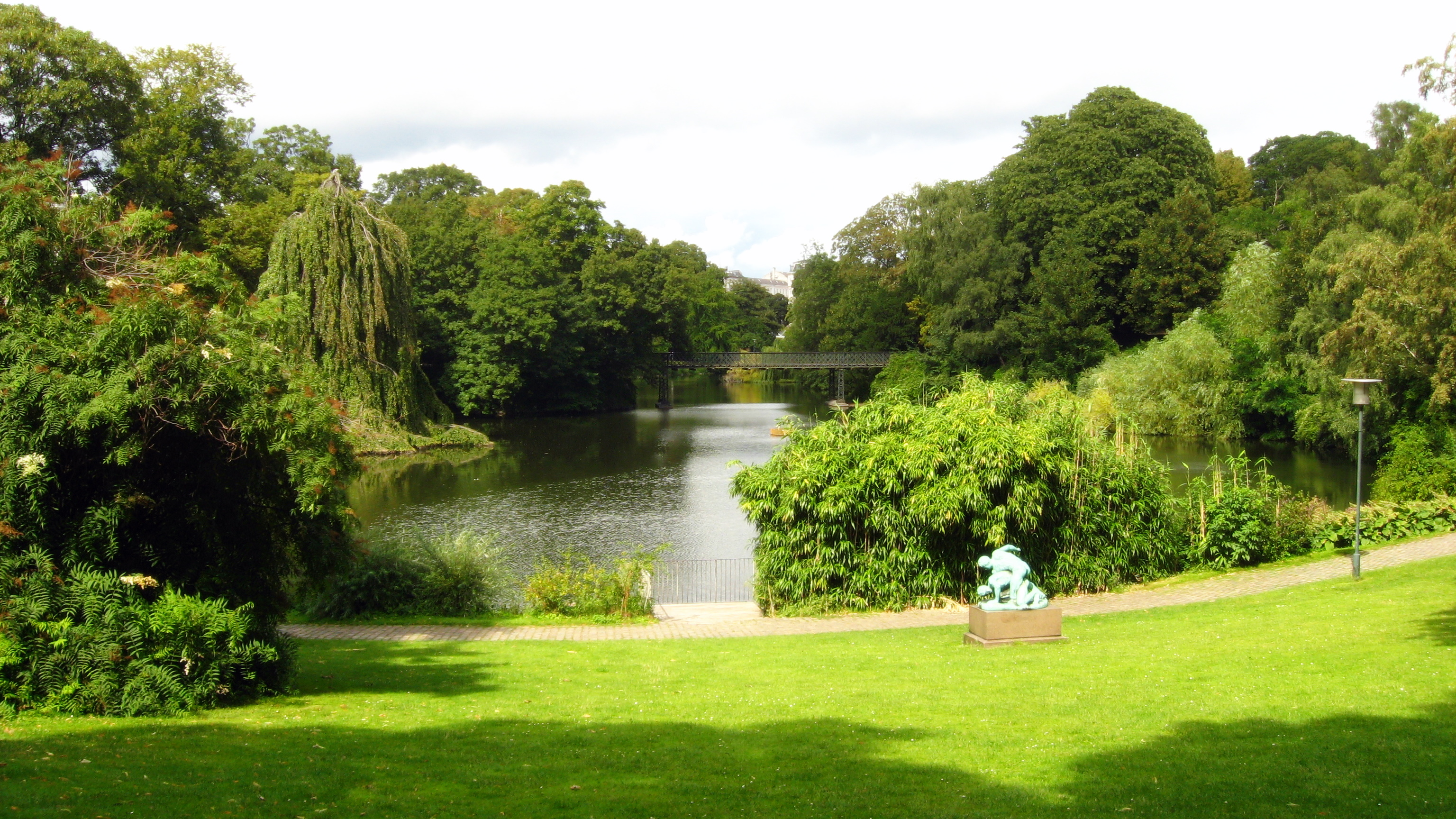
Vue partielle du parc de Ørstedsparken.